# ماندانا اصلانی
ماندانا اصلانی (زاده ۱۳۴۱) بازیگر سینما و تلویزیون ایران است.

## نقش‌آفرینی
وی فارغ‌التحصیل کارگردانی از دانشکده صدا و سیما در سال ۱۳۶۸ بوده‌است. بازی در تئاتر را از سال ۱۳۶۷ و بازی در سینما را از سال ۱۳۶۷ با فیلم نار و نی به کارگردانی سعید ابراهیمی‌فر آغاز کرد.

## فیلم‌شناسی
- ۱۳۷۴ توطئه (علی قوی تن)
- ۱۳۷۳ یک شب، یک غریبه (حسین قاسمی جامی)
- ۱۳۷۲ مسافر غریب (یوسف جمادی)
- ۱۳۷۱ زیر آسمان (حسین قاسمی جامی)
- ۱۳۷۰ تبعیدی‌ها (جهانگیر جهانگیری)
- ۱۳۶۹ به خاطر همه چیز (رجب محمدین)
- ۱۳۶۸ شب بیست و نهم (حمید رخشانی)
- ۱۳۶۷ نار و نی (سعید ابراهیمی فر)

## مجموعه تلویزیونی
- ۱۳۶۴ آئینه (غلامحسین لطفی)
- ۱۳۷۱ دردسر (مجید ماهیچی)
- ۱۳۷۲ هفته پرماجرا (عباس زارعیان)
- ۱۳۷۳ ماجراهای آفتاب و عزیز خانم (رضا میرکریمی)
- ۱۳۷۴ لحظه‌های آشنا (مجتبی یاسینی)
- ۱۳۷۴ آشپزباشی و قبله عالم (رسول نجفیان)
- ۱۳۷۴ دبیرستان خضرا (اکبر خواجویی)
- ۱۳۷۴ علی آقا ۱۲۱ (محمد صالح علا)
- ۱۳۷۵ سیاه، سفید، خاکستری (سیامک شایقی)
- ۱۳۷۵ به من بگو چرا (علی عسگری)
- ۱۳۷۶ خانه ما (مجتبی یاسینی)
- ۱۳۷۶ پسران عاقل (فریدون حسن پور)
- ۱۳۷۷ آوای بی صدا (مجتبی یاسینی)
- ۱۳۷۸ توی خونه (ارژنگ امیرفضلی)
- ۱۳۷۹ خواب دیدم کودکی ام را (مرتضی شاملی)
- ۱۳۷۹ امواج جادویی (محمد عمرانی)